# Germany (Pennsylvania)

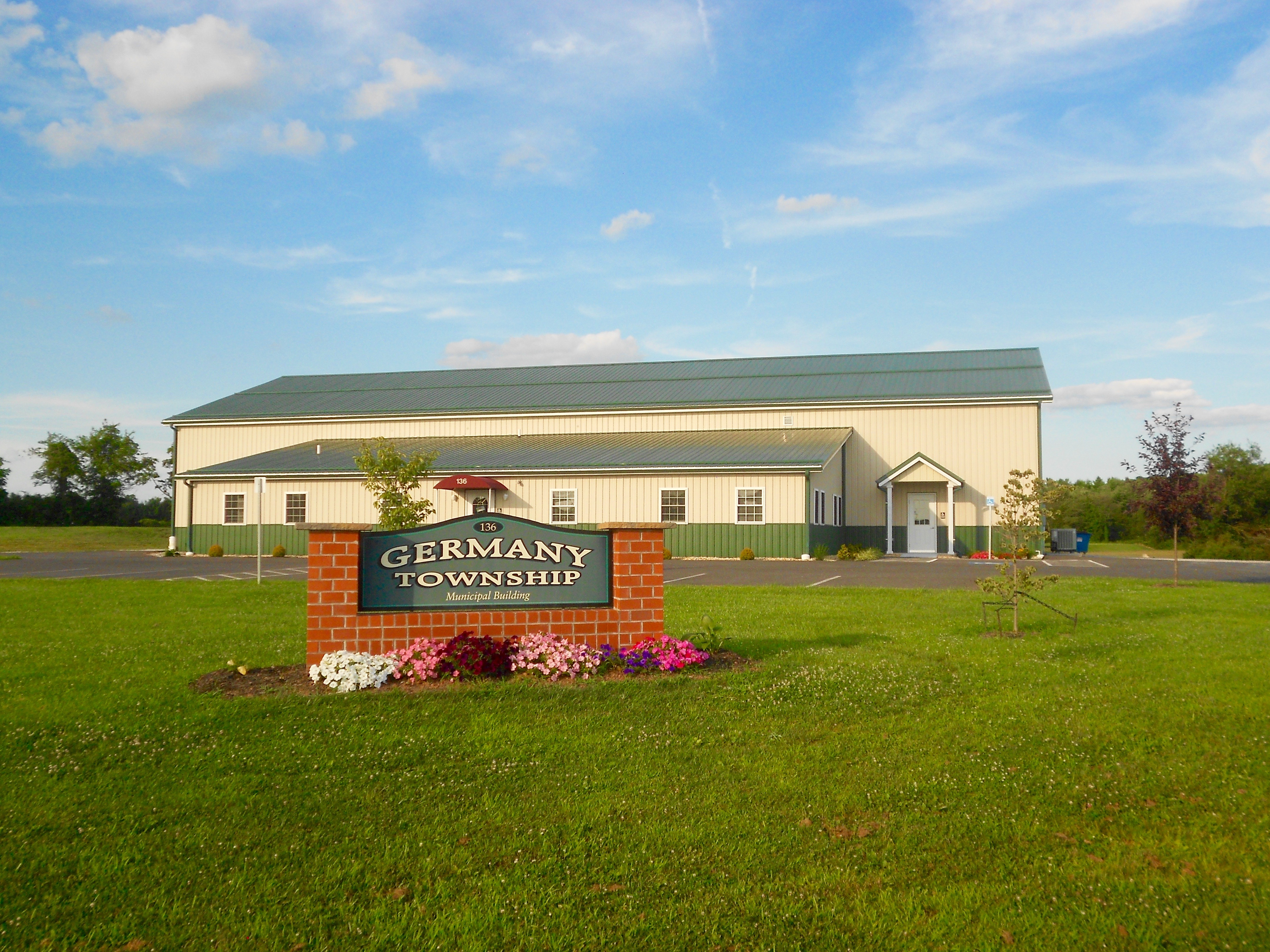
Germany (Pennsylvania), Gemeindehaus (2015)

Germany Township ist ein Township in Adams County, Pennsylvania, Vereinigte Staaten. Das U.S. Census Bureau hat bei der Volkszählung 2020 eine Einwohnerzahl von 2.844 ermittelt.

## Geographie
Germany Township befindet sich südlich im Adams County. Es liegt direkt an der Grenze zwischen Pennsylvania und Maryland. Es wird durchkreuzt von der Pennsylvania Route 97, welche nördlich nach Gettysburg und im Süden als Maryland Route 97 nach Westminster führt.
Laut United States Census Bureau hat das Germany Township eine Fläche von 10,92 Quadratmeilen (28,27 km²). Davon sind 10,90 Quadratmeilen (28,23 km²) Landfläche und 0,015 Quadratmeilen (0,04 km²) Wasserfläche.
Germany Township wird im Westen begrenzt durch Littelstown und Mount Joy Township, im Norden durch das Mount Pleasant Township, im Osten durch das Union Township und im Süden durch den Staat Maryland.

## Bevölkerung
Nach dem Census 2000 betrug die Gesamtbevölkerung im Township 2269 Menschen in 773 Haushalten, 660 Familien lebten im Township. Die Bevölkerungsdichte betrug 207,8 Menschen pro Quadratmeile. 98,81 % der Bevölkerung waren Weiße.
In 40,6  % der Haushalte lebten Kinder unter 18 Jahren. 72,4  % der Haushalte bildeten verheiratete Paare, 8 % sind alleinerziehende Frauen.
28,3 % der Bevölkerung war jünger als 18 Jahre, 6,7 % zwischen 18 und 24 Jahren, 29,2 % zwischen 25 und 44 Jahren, 24,0 % zwischen 45 und 64 Jahren und 11,9 % der Menschen waren über 65 Jahre alt. Dies ergab einen Altersschnitt von 37 Jahren. Auf 100 Frauen kamen 98,3 Männer.
Das durchschnittliche Haushaltseinkommen betrug im Jahr 2000 46.806 $ und das durchschnittliche Familieneinkommen 50.484 $.

## Geschichte
Die Gemeinde wurde im Jahr 1733 gegründet als ein Teil von York County, Pennsylvania. Adams County wurde am 22. Januar 1800 gebildet und Germany Township dem neuen County zugefügt. Ein 311 Hektar großer Teil des ursprünglichem Germany Township bildete 1760 die älteste Gemeinde im Adams County, heute die Stadt Littelstown.
Nach dem Census von 1800 lebten 1031 Menschen im Germany Township. Zwischen 1819 und 1821 produzierte Jacob Fondersmith hier die Kentucky Rifles. Ab 1824 gewann die Produktion von Wein, Likören und anderen Waren an Bedeutung. Später nahmen auch zwei Eisenerzminen im Township ihren Betrieb auf. Die Littlestown Branch Railroad nahm am 1. Juli 1858 ihren Betrieb auf und verband das Township mit den umliegenden Gebieten.